# 男たちの大和/YAMATO
『男たちの大和/YAMATO』（おとこたちのやまと）は、東映配給の日本の戦争映画。 辺見じゅん著『決定版 男たちの大和』を原作に、終戦60周年を記念して制作された。
第二次世界大戦中期から昭和20年（1945年）の天一号作戦に連動しての特攻作戦に参加した戦艦・大和の乗組員の生き方を描いた作品である。2005年12月17日に東映邦画系で全国劇場公開され、同年の邦画興行収入1位となった。制作費は約25億円（公称）。長渕剛が主題歌を歌った。

## あらすじ
2005年 4月上旬、大和沈没の日直前に鹿児島県の枕崎漁港の漁協に1人の女性が訪れた。その女性・内田真貴子は大和が沈没した地点へ連れて行って欲しいと頼み回るが、漁協組合員の漁師たちは組合長を含め相手にしてくれない。
漁協の漁師の中に、水上特攻時に大和の乗組員として乗艦していた神尾克己がいた。一度は真貴子の頼みを断るが、真貴子が上官であった内田二曹の娘（養女）であることを聞かされる。真貴子は、内田が去年末に亡くなり、遺言の「大和沈没地点に散骨して、戦死した戦友たちと一緒にして欲しい」という願いを実現するため枕崎に来たのである。その瞬間、60年間ひっそりと暮らしていた神尾に若き頃の思い出が浮かび上がってきた。内田が激戦の中で戦死せず生き残っていたことに驚きつつ、戦時中の大恩人である内田のために出港を決意し、真貴子の頼みを聞き入れた神尾は唯一の乗組員・前園敦（神尾の部下で15歳の少年であるが、船舶操縦免許を取得しており操縦も行う）と共に真貴子を乗せ、大和の沈没地点へ出航する。そしてずっと閉ざしていた口を開き、あまり語らなかった内田の話を真貴子に語り始める。
神尾は戦時中に恋人であった野崎妙子が広島への原爆投下で瀕死の重傷を負い見舞った際、自分が治ったら船を持とう。その船の名前は明日に咲く花と言う意味を込め明日香丸、そう告げ息を引き取った。その遺志を継ぎ自身の小さく古ぼけた漁船に明日香丸と命名した。また妙子を想い続け戦後も結婚せずに子や孫もいなかったが、漁業組合長の孫の敦を雇って孫代わりにしていた。
戦時中の回想として、戦艦大和が同型艦（大和型）で僚艦の戦艦・武蔵らと共にフィリピンのレイテ島付近のレイテ沖海戦に参戦したが、戦果は芳しくなく、武蔵など多数の艦艇を撃沈されるという最悪の展開から開始される。その後は軍令部および連合艦隊司令部から、「護衛機無しで特攻を行え」という無謀な命令が出て、大和は沖縄での特攻戦に向かう途中、アメリカ軍の艦載機の波状攻撃にさらされ撃沈された。離艦命令が響く中、神尾は大和と運命を共にする覚悟であったが、内田と懇意にしていた森脇庄八海軍二等主計兵曹に海に放り出され、大和の最期を目の当たりにする。のちの駆逐艦による救助活動の中、力尽きて海に沈もうとするも森脇に救われ、1人でも多く救助すると活動を続ける森脇であったが潜ったきり姿を表さず、神尾は森脇の死を悟った。
大和沈没後、神尾は大和の乗組員だった西哲也の母のサヨを訪問し、「西が戦死したが、立派な最期だった」と賞賛したが、サヨは神尾だけ生き残ったことを咎めたり、西の死を受け入れられなかったりした。サヨは西の送金で田んぼが買えたと神尾に紹介し、神尾は西へのせめてもの手向けとして田植えや雑草取りなどを手伝い、サヨは謝礼として握り飯を神尾にくれたが神尾はそれをその場に置き、自分だけ生き残ってしまったことをサヨに土下座して謝罪した。サヨも泣き崩れて土下座し、追及したことは悪かったと謝罪して死んだらいけないと神尾を諭した。
そして広島への原爆投下があり、終戦を迎えるのだった。

## スタッフ
- 監督・脚本: 佐藤純彌
- 製作者: 角川春樹
- プロデューサー: 厨子稔雄、小柳憲子、村上典吏子
- 製作総指揮: 高岩淡、広瀬道貞
- 企画: 坂上順、早河洋
- 監修: 瀬島龍三、岩下邦雄
- 史料考証: 原勝洋、戸髙一成
- 原作: 辺見じゅん『決定版 男たちの大和』（角川春樹事務所ハルキ文庫）
- 参考文献: 吉田満『戦艦大和ノ最期』
- セカンドユニット監督: 原田徹
- 撮影監督: 阪本善尚
- セカンドユニット撮影監督: 江原祥二
- 水中撮影: さのてつろう
- 特撮監督: 佛田洋
- 美術: 松宮敏之、近藤成之
- 編集: 米田武朗
- 照明: 大久保武志
- セカンドユニット照明: 沢田敏夫
- 整音: 瀬川徹夫
- 録音: 松陰信彦
- セカンドユニット録音: 西田正広
- 助監督: 山下耕一郎
- セカンドユニット助監督: 佐和田恵
- 音響効果: 柴崎憲治
- 音楽: 久石譲
- 演奏: 東京フィルハーモニー交響楽団
- 主題歌: 長渕剛 「CLOSE YOUR EYES」「YAMATO」
- サポートソング: 般若「オレ達の大和」
- 音楽総合プロデューサー: 角川春樹
- VFXスーパーバイザー: 進威志
- CGスーパーバイザー: 野口光一
- テクニカルコーディネーター: 根岸誠
- 特撮: 特撮研究所

（協力: 東映テレビプロダクション、ドリーム・プラネット・ジャパン）
- 大和ミニチュア造型: マーブリングファインアーツ
- グラマン造型: ヒルマモデルクラフト
- 造型メカニカルエフェクト: アップ・アート
- VFX・CG: 東映アニメーション　NTTメディアラボ　ポリゴン・ピクチュアズ　フレームワークス・エンターテインメント　マリンポスト　Motor/lieZ　スタジオDU　ファブグラフィックス　日本映像クリエイティブ　東映ラボ・テック
- 機銃発砲: BIGSHOT
- 操演・特効: スプリームエフェクト
- 擬斗: 清家三彦　中村健人
- キャスティング: 福岡康裕
- 製作担当: 清水圭太郎
- 製作管理統括: 奈村協
- 宣伝統括: 遠藤茂行
- 宣伝プロデューサー： 野村俊哉、多田容子
- 宣伝: 柳迫成彦 、西野亜紀子、高橋由香、速水雅也
- 製作プロダクション: 東映京都撮影所
- 製作: 『男たちの大和／YAMATO』製作委員会（東映、角川春樹事務所、テレビ朝日、東映ビデオ、朝日放送、名古屋テレビ、広島ホームテレビ、九州朝日放送、北海道テレビ、長崎文化放送、鹿児島放送、朝日新聞社、中国新聞社、北日本新聞社、東映アニメーション、エフエム東京、東映エージエンシー、東京都ASA連合会、ゲオ、幻戯書房、サンブック社）

## キャスト
（括弧内は役名）

### 大戦中
- 反町隆史（森脇庄八[注釈 1][注釈 2]海軍二等主計兵曹）
- 中村獅童（内田守[注釈 3]海軍二等兵曹）:晩年の遺言ナレーション)
- 松山ケンイチ（海軍特別年少兵・神尾克己）
- 渡辺大（海軍特別年少兵・伊達俊夫）
- 内野謙太（海軍特別年少兵・西哲也）
- 崎本大海（海軍特別年少兵・常田澄夫[注釈 4]）
- 橋爪遼（海軍特別年少兵・児島義晴）
- 山田純大（唐木正雄[注釈 5]海軍二等兵曹）
- 高知東生（川添海軍二等兵曹）
- 平山広行（玉木水兵長）
- 森宮隆（第二十一分隊医務科・大森班長）
- 金児憲史（町村海軍一等兵曹）
- 長嶋一茂（臼淵磐海軍大尉）
- 蒼井優（神尾の同級生・野崎妙子）
- みれいゆ（唐木の妻・伸江）
- 高畑淳子（常田の実母・玉木ツネ）
- 余貴美子（西の母親・サヨ）
- 勝野洋（大和第5代艦長・第二艦隊参謀長・森下信衛海軍少将）
- 野崎海太郎（大和副長・能村次郎海軍大佐）
- 高岡建治（大和航海長・茂木史朗海軍中佐）
- 春田純一（第二十一駆逐隊司令・小滝久雄海軍大佐）
- 本田博太郎（第二水雷戦隊司令官・古村啓蔵海軍少将）
- 寺島しのぶ（呉の芸者・文子）
- 白石加代子（神尾の母親・スエ）
- 奥田瑛二（大和第6代艦長・有賀幸作海軍大佐）
- 林隆三（連合艦隊参謀長・草鹿龍之介海軍中将）
- 渡哲也（第二艦隊司令長官・伊藤整一海軍中将）※映画出演作としては遺作。

### 現代
- 鈴木京香（内田の養女・真貴子）
- 池松壮亮（明日香丸船員・前園敦）
- 井川比佐志（枕崎市漁業協同組合組合長）
- 仲代達矢（明日香丸船長・神尾克己）

### ナレーター
- 渡辺宜嗣（テレビ朝日アナウンサー）

## 製作

### 企画
企画は、東映京都撮影所（以下、東映京都）のプロデューサー・厨子稔雄。辺見じゅん原作の『男たちの大和』は1983年に刊行されており、1986年頃、東映京都で企画に挙がったことがあったが、当時の映像技術や経費等の諸問題からこの時は頓挫していた。2003年に東映京都に移動になった坂上順プロデューサーは、時代劇の本丸である東映京都で「関ヶ原」を作って、東映京都の意地と底力を示したいと考えていたが、当時の状況では時代劇大作の製作は難しく、厨子が『男たちの大和』を薦め、CG映像の技術革新もあり、坂上も再挑戦したいと製作を決めた。坂上は当時66歳、今度こそ最後の作品になるだろうという強い思いがあった。監督の佐藤純彌には坂上から声を掛けた。大和は中国では軍国主義のシンボルと見なされているため、中国でも知名度が高い佐藤が「今?なぜ大和を」という批判が中国で出たという。

### 製作まで
角川春樹の姉・辺見じゅんの小説を原作に東映で映画化の話が持ち上がっていたとき、角川は収監中であった。角川は辺見から話を聞いた際は「金がかかるから出来ないだろうなぁ」と思いつつ、「もし刑務所を出た時にはお手伝いしますよ」と返したが、収監中、何度も面会に訪れたり、激励の手紙を送り続けるなど、辺見は角川を支え続けた。そして出所2日前には、大和の元乗組員である内田貢の散骨式に辺見が立ち会った話を聞いて、映画の実現が姉への恩返しになると角川は考えるようになる。岡田茂東映相談役が、角川の手腕はいまだに色褪せていないと判断し、制作者として起用を決め、出所した角川が、保釈のための嘆願書の発起人である東映の岡田裕介社長にお礼を言いに行った際、その場で岡田社長から正式にプロデューサー就任の要請があり、角川はその光景をもう夢で見ていたといい、「夢の通りじゃないか！」と、復帰第一作として引き受けた。角川が大作を作るのは1993年の『REX 恐竜物語』以来で、現場を離れて長く、角川がいない間に映画界も様変わりしており、かつてのカリスマ性はもう通用しないのでは、などとブランクを不安視する声もあった。2004年7月頃、坂上が角川と接触、角川は自分で全部やりたがっていたが、坂上がこれを牽制した。
製作は「『男たちの大和／YAMATO』製作委員会」クレジットで多数の企業が名を連ねているが、本作は全額東映が出資した東映映画である。2004年8月9日に東京都・紀尾井町の赤坂プリンスホテルで企画発表記者会見があり、出席者は、高岩淡東映会長、角川春樹、辺見じゅん、坂上順、佐藤純彌監督の5人。本来は、出演するキャストにも出席してもらいたかったが、キャスティングに難航しており、企画発表会見にとどまった。角川は刑務所に入っていたため社会的イメージは悪いが、東映は角川を長く支援した間柄でもあり、角川の復活を自分の口から語らせるという舞台を用意した。角川は「製作費20億円以上、このうち私が私財15億円以上を負担する」と話したが、実際はいくら金を出したのかは分からない。角川の関係する作品の版権は、裁判で角川書店に帰属することが決定しており、岡田茂東映相談役は、本作を角川が1人で作り上げたかのように吹いて回ったことに腹を立て、「『男たちの大和』は東映映画なんだから、あいつは金なんか持ってませんよ」怒りを露わにした。角川は当初、企画のみのクレジットと発表されていた。
記者会見では大和の沈没現場をカメラに収めた記録映像を一部披露した。この大和引き揚げに関しては、『男たちの大和』の原作本が出た時から、角川が私財を投じて熱心に取り組んだもので、角川は入所中にたびたび励ましてくれた姉に映画化で恩返ししたいという思いがあったとされる。また今後のスケジュールは、2004年9月に脚本を完成させ、年内に戦艦大和の実物大の建造などの準備を進め、12月にメイン・キャストを決定、2005年春にドラマシーンの撮影に入り、2005年秋に全国東映系300スクリーン規模で拡大公開を予定と発表された。 
これまでの戦記もの映画は、司令官や指導者が主役を張るケースが多かったため、プロデューサーの坂上も「艦底から見た大和を描きたい」と下から支える側として、至って地味な烹炊員（調理担当の兵士）として反町隆史を主役として原作を踏襲させた。監督の佐藤も「兵士一人一人を見つめる」映画にしたいと考えていた。
当時は戦艦大和の映画といっても「宇宙戦艦ヤマト」さえ知らない若者が多かった。

### 脚本
クレジットは佐藤純彌であるが、実際の脚本は野上龍雄と井上淳一の共作。野上が高齢ということもあり、荒井晴彦から紹介された井上が呉市や江田島へシナハンに行った。井上は「低い者の目線、少年兵からの目線で行く」というプロットは、脚本を執筆するにあたっての野上さんの最初の考えだった」と述べている。本来は野上の最後の作品となるところだったが、角川と佐藤に何の連絡もなしに勝手に脚本を改訂されたため、野上が腹を立て、経済的損失を承知の上でタイトルから名前を外せと要求した。野上は専門誌『シナリオ』2006年1月号に激しい抗議文を寄せ、この事件の解決には時間がかかり、最終的に野上の主張が通り、クレジットから野上の名前は外すが、脚本料と二次使用料の一部は「脚本協力費」の名目で野上に支払うという形で解決している。
佐藤の説明では、自身が映画に入る時点で、野上脚本は軍隊内のいじめなどの悲壮感に焦点が当てられていて、現代のシーンも冒頭とラストしかなく、東映側が難色を示し、野上脚本を東映京都で直し、更にその直しを自分に任せたいと東映側に言われたので、大幅に直していったが、野上に会って直に説明したいと東映側に頼んだのに、東映側は「脚本家にシナリオの変更を伝えるのはプロデューサーの役目だから」と言われ、野上に全然会わせてくれなかった、そのうち東映側から「野上さんも納得しています」と伝えられ、その話を鵜吞みにしていたら、野上が激昂し先のような騒動になったと話している。やはり野上は佐藤と話が出来なかったことがストレスで、東映側は「抗議するのは野上さんの権利だから」と一切反論しなかった。佐藤としては野上脚本なら自身の監督デビュー作『陸軍残虐物語』（1963年）で既にやっているので同じことはやりたくないという気持ちもあった。ただ、「野上さんには本当に申し訳ないことをしたと思う」と話している。その後、野上と佐藤は和解している。
製作者の角川は、製作中に脚本トラブルを小耳に挟んだが、真相を知ったのは野上が『月刊シナリオ』に告発した寄稿文を読んだ時で、原作者である辺見の意向を野上に伝えず、問題を先送りにした坂上の不手際だと断じている。元々、出来上がった第1稿を原作者である辺見が納得せず、角川自身も、大和への賛歌がなく、ただの反戦映画になっていると判断して、佐藤と共に脚本を書き直し、主人公を神尾克己から内田貢に変更し、内田の散骨から物語が始まるようにした。そして、昭和天皇の戦争責任を問いたいという角川の意向に沿って、伊藤整一が「海軍にもう艦はないのか」という下問で沖縄特攻を決意する場面が書き加えられた。他にも、銃後の女性たちの描写を増やし、泣かせ所を強調する場面が角川によって加えられ、脚本は第6稿まで書き直されたが、主人公の名前は角川の抗議にもかかわらず、東映の意向で貢から守に変更された。角川は脚本が出来上がったのはクランクインの前日で、自分がノーと言って、自身の意向による脚本になったと話している。角川は「映画会社の考える感動と、観客が実際に感動する場面は違い、映画の泣かせどころとか、喜ばせ方を、私は感性で分かっている。私と東映との間に齟齬が生じるのは、映画作りの考え方が根本的に違うから」などと話している。

### 製作
東映は当初、低予算で映画を作ろうと考え、大和はミニチュア＋CGで再現しようとしたが、製作者で大和の発見者でもある角川は、周囲の反対を押し切り、原寸大の復元を頑なに主張した。出所直後で軒並みスポンサーに断られたが、新しく立ち上げた出版社である角川春樹事務所の持ち株30％を売り、それに加えてみらい証券（当時は未来証券）と共同ファンドを立ち上げて6億円の建設費用を捻出し、半年をかけて尾道市にあった日立造船向島工場跡地に3分の2サイズの戦艦大和のロケセットを復元した。建造中、角川は大和の細部の再現に拘り、当初は未再現だった菊花紋章の付いた艦首部分も、乗組員たちの想いを汲んで追加建造させ、復元後は存命中だった元乗組員たちを招待し、ニュースとして喧伝した。クライマックスの場面では火薬を使いすぎ、出演した反町隆史や中村獅童が「焼け死ぬかと思った」とボヤくほどだったが、角川は「服役した4年間がなければ、国家から見殺しにされてゆく若者たちをこれほど激しく描くことはなかった」と述懐し、劇中では角川の「『男たちの大和/YAMATO』は反米映画」という意向の下、1隻の大和を600機のアメリカ軍機が袋叩きにするという構図が描かれた。

### 実写映像
太平洋戦争当時の実写映像が随所に挿入される。これは、当初の構想ではエンドロール後に般若による楽曲をBGMにした数分間の実写映像集を上映されることになっていたが、実写映像集の上映が全国ロードショー直前になって急きょ取りやめになってしまったことによるものである（一部劇場や、ロードショー前の試写会会場などでは、この実写映像集をカットせずに上映したところもあった）。この映像集の最後には、特攻機が敵艦にぶつかって爆発した瞬間を収めたカラー写真をバックに「彼らが命を賭けて守ろうとした日本の未来に、私たちは生きている」という字幕が映されている。

### 撮影記録
2005年3月26日クランクイン。ロケーション撮影は各所で行われたが、撮影のほとんどは尾道市の戦艦大和オープンセットで、3月後半から、連続かどうかは不明だが、夏まで撮影した。オープンセットの上にはスタッフ&キャストが毎日400人以上いる状態で、撮影が1日延びるだけで何100万円が吹っ飛んだ。入れ代わり立ち代わりにマスメディアが訪れ、尾道市の街中に銃声が連日響き渡った。戦争映画の撮影に臨み、戦争を知らない若い俳優に、クランクインまでの3ヶ月間、全員坊主頭にさせた上で、京都府舞鶴市と広島県呉市で合宿による軍事訓練をさせることもあったが、大和のセットの上に立って日々を過ごすことで、あの時代の若者たちの顔つきに近いものになった。
新人の松山ケンイチは角川がオーディションで選んだ。蒼井優はプロデューサーのキャスティングだが、可愛くてスタッフの目を惹いた。
2005年7月13日クランクアップと発表されていたが。実際のクランクアップは2005年8月17日。撮影期間約3ヶ月、その後ポストプロを経て、2005年11月完成予定と発表された。

### ロケ地
- 広島県
  - 呉市
    - 呉市海事歴史科学館（大和ミュージアム）[2][22]
    - アレイからすこじま[2][22]
    - 旧海軍墓地[22][23]
    - 歴史の見える丘[23]

  - 尾道市
    - 向島町（日立造船向島西工場跡地）[24][25]
    - 岩子島[26]

  - 福山市
    - 鞆の浦[27]
- 京都府
  - 舞鶴市[28]
    - 舞鶴赤れんが倉庫群[28]
    - 旧丸山小学校[28]

### 音楽
主題歌を製作した長渕剛には、角川が長渕が半狂乱に陥るまで何度もダメ出ししたという。

## 宣伝
予告編は助監督が作ることが多いが角川が作った。東映の戦争映画はこれまで成功を収めた作品も多かったが、若い人が観に来ることがなかったため、ターゲットとなる客層は50代以上と踏んでいた。ところが角川は、どの国でも家族や民族の問題は普遍的な問題だから、インターナショナルな感覚で作る、ターゲットは当初から10代、20代の若者に見せる映画と主張した。この話は角川の認識違いで、1995年の『きけ、わだつみの声 Last Friends』は、若い層にターゲットを絞って大ヒットさせている。角川が観客動員1000万人と言ったら、東映は「有り得ない。せいぜい300万人」という読みだった。当初、東映の用意した宣伝費は3億円だったが、「動員1000万人が見えてきたから、大慌てで7億円に増額した」と角川は公開当時に話していたが、実際の観客動員は400万人で、東映の読みが大体当たっており、「何もかも彼らの中では考えられなかったんです」などと話していたが、角川は大風呂敷を広げ過ぎであった。
東映が考えていたプロモーションは、8月15日の終戦記念日に生け花展での献花だったが、角川はひっくり返り、「お前たち、頭はないのか」と怒鳴り、長渕の主題歌発表を大和のセットで大々的にやることにしたと話している。
角川は出所後で元気いっぱいだった。当時、大ヒットを続ける『踊る大捜査線 THE MOVIE』をボロクソにけなし「『踊る大捜査線って誰が作ったの？俺は知らない。テレビ局のプロデューサーが映画を作っていると言ったって、個人じゃなくて、テレビ局の力でしょう。彼らは、会社を辞めたら誰も相手にしない。代議士が落選したら、誰も先生と言わないようにね。テレビ局に負けるわけはずがないよ」などと話し、本作のクランクアップ会見では「21世紀は角川春樹の時代だと思う」と吹いた。
出演シーンの多さからいえば、反町隆史、中村獅童、松山ケンイチ、蒼井優が主役格だが、松山と蒼井はまだ新人で、知名度が高くなく、地方のプロモーションは、反町と中村の2人で回った。

## 撮影に協力した海上自衛隊艦艇
護衛艦「ひえい」（DDH-142）（はるな型護衛艦2番艦）
大和と同じ機関方式（蒸気タービン）を採用していたため、機関室を大和の機関室として撮影。また本艦の航跡を撮影したものをCG合成し、大和の航跡が映るシーンで使用した。加えて本艦の内火艇も劇中で使用されている。
 掃海母艦「ぶんご」（MST-464）（うらが型掃海母艦2番艦）
海自艦艇の中では乾舷が高かったため、劇中、大和に着任したばかりの海軍特別年少兵たちが舷梯を上がるシーンの撮影に本艦を使用。本艦左舷の舷梯を降ろし、合成処理の都合から、左舷外板にはブルーバックを張って撮影された。
補給艦「ましゅう」（AOE-425）（ましゅう型補給艦1番艦）
冒頭、テロ対策特別措置法による自衛隊インド洋派遣から母港舞鶴に帰投する自衛艦として、舞鶴港にて航行シーンと乗組員が海上自衛隊員や派遣隊員の家族、それに市民による歓迎を受けている光景を撮影された。

## 戦艦大和オープンセット

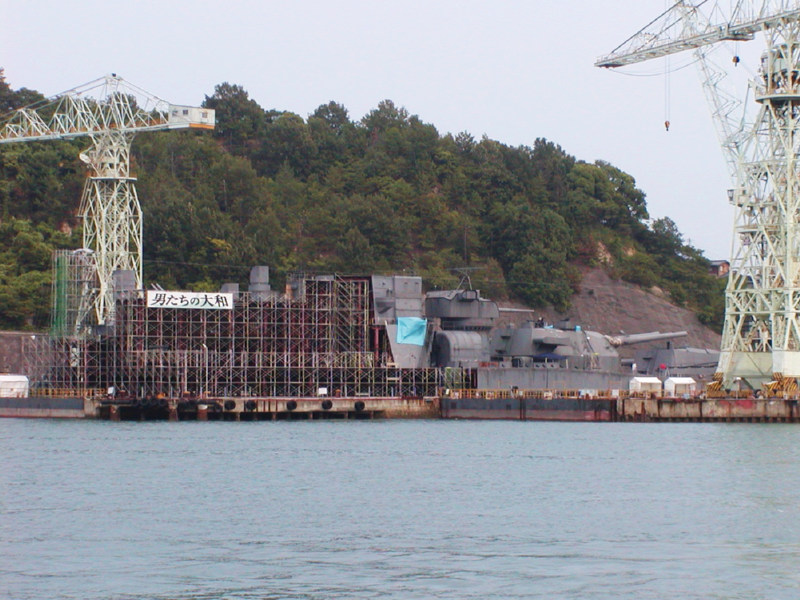
対岸の尾道港からみたセット。

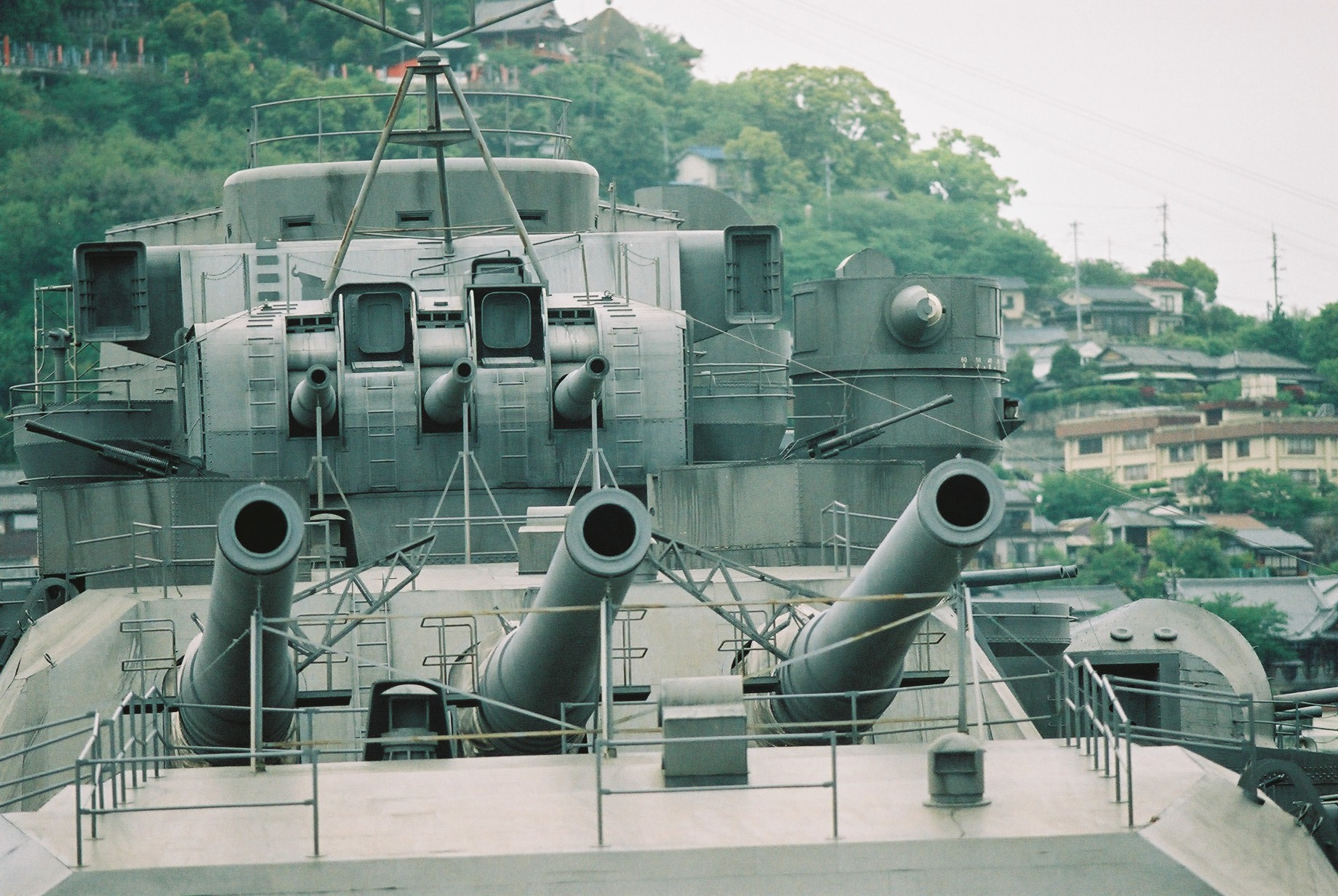
2番主砲と副砲。司令塔から上部は省略されている。

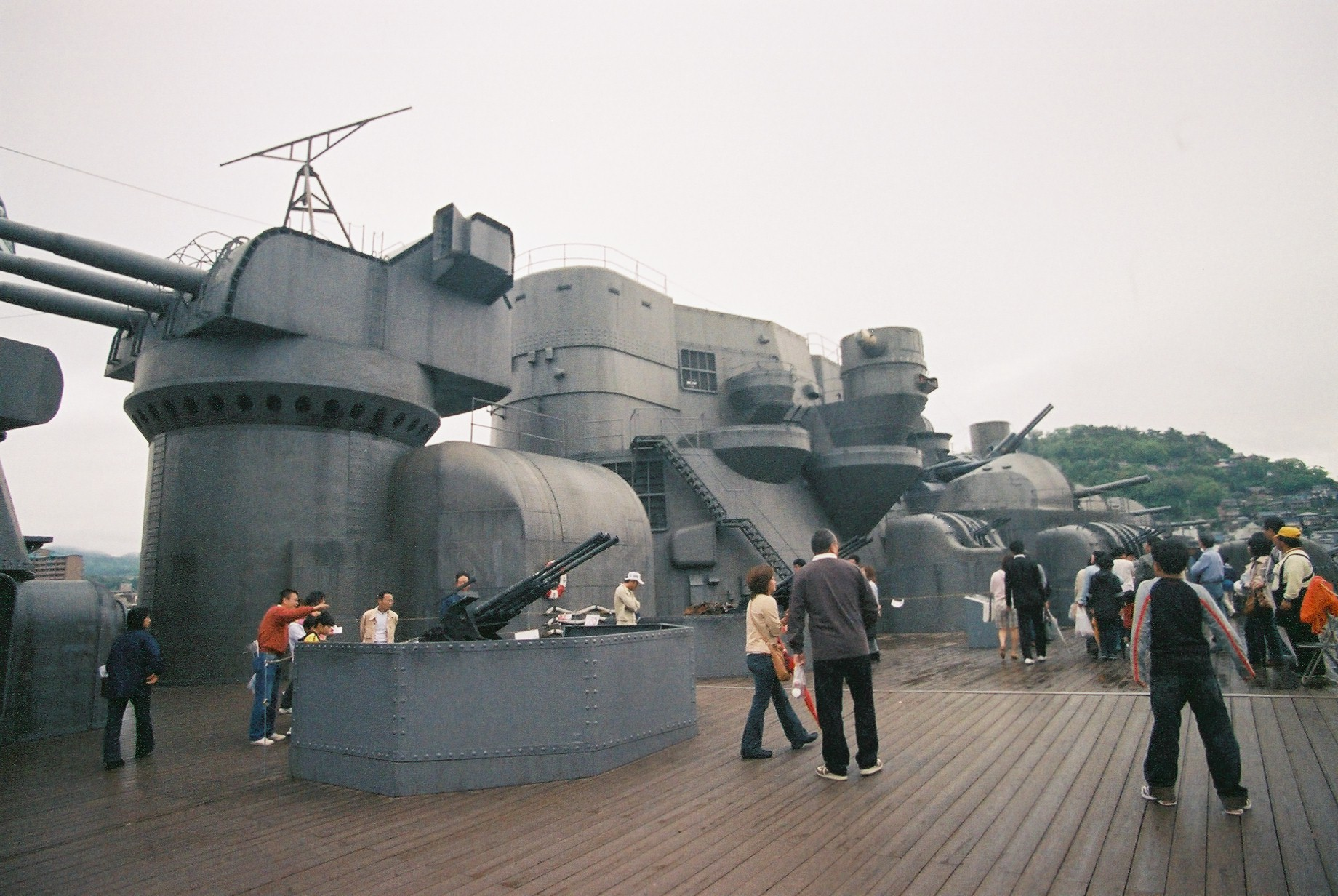
ロケセット公開中の様子。甲板は本物が台湾檜であるが、合板が使われている。

広島県の尾道市向島町の日立造船向島西工場跡地に総工費約6億円をかけ、大和の全長263メートルのうち艦首から艦橋付近までの190メートルが原寸大で再現された。これを実現させたのは奈村協東映京都所長を中心とした東映京都チームの覚悟とエネルギーだった。ドック横の資材置き場に、建築現場の足場を組んで基礎として必要な高さを確保し、その上に合板などを使用してロケセットが作られた。主砲の砲身は樹脂製。第一主砲塔の砲身や艦橋上部は省略されている。艦橋は高層建造物となるので、建築基準法の許可が下りなかった。また、第一主砲については、設置場所の関係で主砲の土台を設置するスペースが無く、外観のみの簡略化された形になった。それらの不足部分は、大和ミュージアム（後述）に展示されている1/10模型を合成して撮影された。2005年3月に完成し、撮影は同年6月まで行われた。撮影終了後にロケセットの公開（観光）を目的として、第一主砲から艦首まで増設した。撮影を目的としていないので、造設された部分は簡略化されていた。
5月にロケ現場で記者発表が行われた際、亀田良一尾道市長（以下、役職はすべて当時）と佐藤忠男尾道商工会議所会頭から東映の岡田茂相談役に「ロケセットを観光に使わせて頂きたい」という申し出が快諾され、同年7月17日からロケセットが一般公開された（入場料大人500円、子供300円）。セットの公開以外にスタッフの食堂として使用していた圭ちゃん食堂（そのまま食堂として営業）や小道具、パネル展示、大和オープンセットを使用した場面の映画のメイキングシーンの放映なども同時に行われた。角川は「東映は3000万円かけてロケセットを壊そうとしていた」と話している。
当初はセットの寿命を考えて2006年3月31日に公開を終了する予定だったが、予想を大幅に上回る入場者数だったため、細かな修復を重ねながら同年5月7日のゴールデンウィーク期間まで公開期間を延長して最終日には100万人を突破し、休業日を除く253日間に100万2343人もの入場者が訪れた。3億円以上の入場収入に加え、そのほかの経済効果は25億円程度とされた。
公開終了後の5月10日より解体が開始された。さらに公開の延長を望む声も多く、公開最終日にはセットを見学するまで3時間もの待ち時間が発生した。しかしながらオープンセットの設置現場は休止中の造船所であり、この造船所の再稼動が迫っていたため閉鎖に至った。
解体後、東映は主砲身や機銃、小道具などセットの一部分計64点を映画公開と同年に呉市にてオープンした大和ミュージアムへ寄贈し、1/10の大和の模型が人気を呼んで映画との相乗効果もあって161万人が入場した。地方の施設であるにも関わらず、2005年度の美術館・博物館入場者の全国1位となった。大和ミュージアムの別館（立体駐車場の2階店舗スペース）には副砲塔などが展示されていたが、その後に大部分が撤去され、1/35の大和の模型（細部が不正確なモデル）とシールド無し25mm三連装機銃1基のみが残されているだけである。
尾道市が撮影地に選定されたのは、日立造船があったこと、交通の便の良さに加え尾道市民の映画に対する理解の深さなどの理由からで、製作的な優位性は他都市を圧倒した。結果的には尾道市に大変な経済効果をもたらし、全国のフィルム・コミッションの憧憬の的になった。

## 作品への評価
- 一見、旧日本海軍を賛美する映画と見られがちであり、実際に公開の前後には東映の広報スタッフが抗議の声への対応に忙殺される時期もあったが、週刊誌『週刊金曜日』（2006年1月6日号）の｢対談 佐藤純彌×森達也」では、本作品に反戦の意図があることを語っている。
- 角川は「これまで作った映画の中で一番思い入れのある作品」と話している[9]（角川は、戦艦大和のオープンセット制作費に一部私財を投じている）。角川は、「戦争賛美でも反戦映画でもなく、80年代に沈没した大和の捜索を行って艦首を発見し、姉の小説に導かれるように本作を製作した」と述懐している[35]。
- 佐藤は「辺見さんの原作が、数多くの当事者に取材することで成立しているものなので、戦記マニアの人たちには物足りないかもしれない」などと述べている[3]。
- 日本共産党は、機関誌『赤旗』にて、昭和天皇の戦争責任に言及したとして、本作を激賞している[36]。
- 元陸軍軍人で実業家だった瀬島龍三は、大和が沖縄特攻する2日前に、陸海軍参謀随行として大和に乗艦し、乗組員と甲板で盃を交わしており、試写会ではハンカチに目を当て、鑑賞後、製作者の角川に「いい映画だったよ」と感想を述べたという[37]。

### 興行成績
- 興行収入 - 50.9億円（東映の興収ランキング2位）
- 観客動員数 - 400万人
- 最後の大仕事として退路を断って本作を大成功させた坂上は「岡田茂さん、俊藤浩滋さん、角川春樹さん、出会った偉大な3人の仕事人の教えのおかげです」と述べた[4]。

## その他・エピソード
- オープニングでの大和の正面ショットは、海上自衛隊の護衛艦を撮影した上から大和の艦首をCG処理で合成している[要出典]。
- ミニチュアの縮尺は大和が1/17.5、アメリカ軍機は1/10と縮尺が違っているが、攻撃シーンの迫力を出すための措置である[要出典]。
- ラストでの大和の沈没シーンでは、艦橋が倒れ水柱が上がる撮影に際して、水ではなく直径0.4ミリの白竜砕石という砂を圧縮空気で吹き上げることによって表現している[要出典]。
- 川添二等兵曹役を演じた高知東生も本作品PRのために出演したトーク番組『ライオンのごきげんよう』（フジテレビ）の中で、実際に大和に乗艦していた生存者から海軍の所作や儀礼、高角砲弾の持ち運び方の指導を受けた時のことを取り上げ、「当時を思い出されたのか、涙ぐみながら指導して頂いたことは私の役者経験の中で一番感動したことでした」と語っている。
- 長崎大島醸造が本映画の記念焼酎「男たちの大和/YAMATO」を販売し[38]、約11万本を売り上げた[39]。
- 映画『クレヨンしんちゃん』のロケシーンが扱われ、反町や中村が登場した[注釈 7]。
- 映画監督の大林宣彦は、自身が多くロケ地に選定していた尾道市が、大和のロケセットを観光誘致のために一般公開したことに抗議し、一時期、尾道市の市長や商工会議所と疎遠になった。本作の公開日には製作者の角川宛てに抗議文を送りつけたが、角川は、大林が映画を鑑賞もしていないのに、戦艦大和と言うだけで批判する態度は間違っていると感じたという。大林の尾道市への蟠りは、大林が監督した『海辺の映画館―キネマの玉手箱』で上書きされるまで続いたが、角川に対しては、2012年に『週刊現代』で、原田知世デビュー30周年の企画対談をする頃には解消され、大林が逝去した後は、角川によって追悼句が詠まれている[40]。
- 日米合作映画『ルビー・カイロ』で、角川から、製作資金の使途不明金を巡る背任横領の罪で裁判を起こされた映画プロデューサーのロイド・フィリップスは、本作のヒットについて「米国に楯突いた日本人は2人いる。田中角栄と角川春樹だ。角栄は死んだが、角川春樹は『戦艦大和』と共に復活した」と苦々しく語ったという[41]。

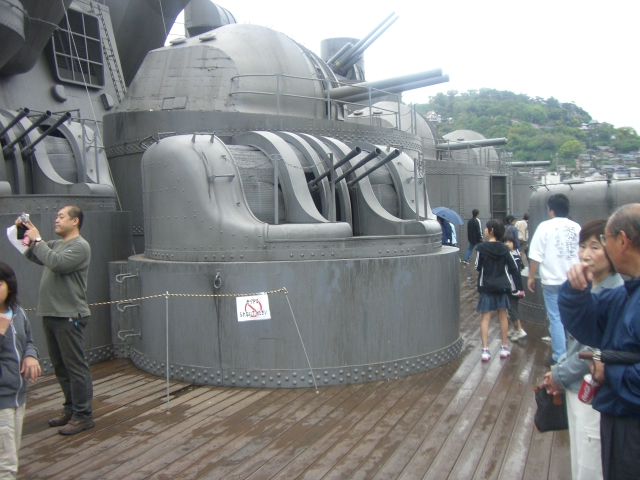
25mm3連装機銃（シールド付）。
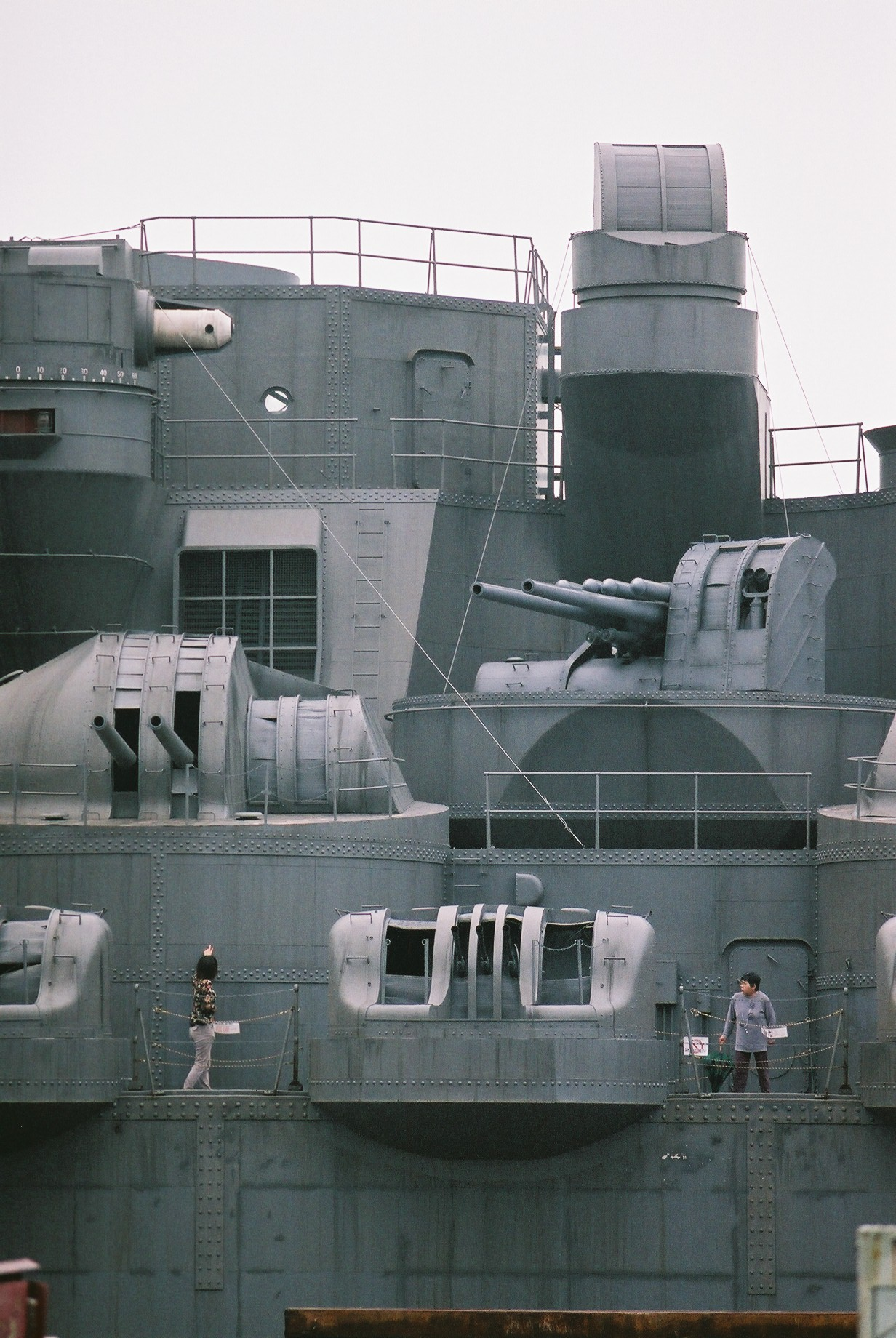
船体中央部。
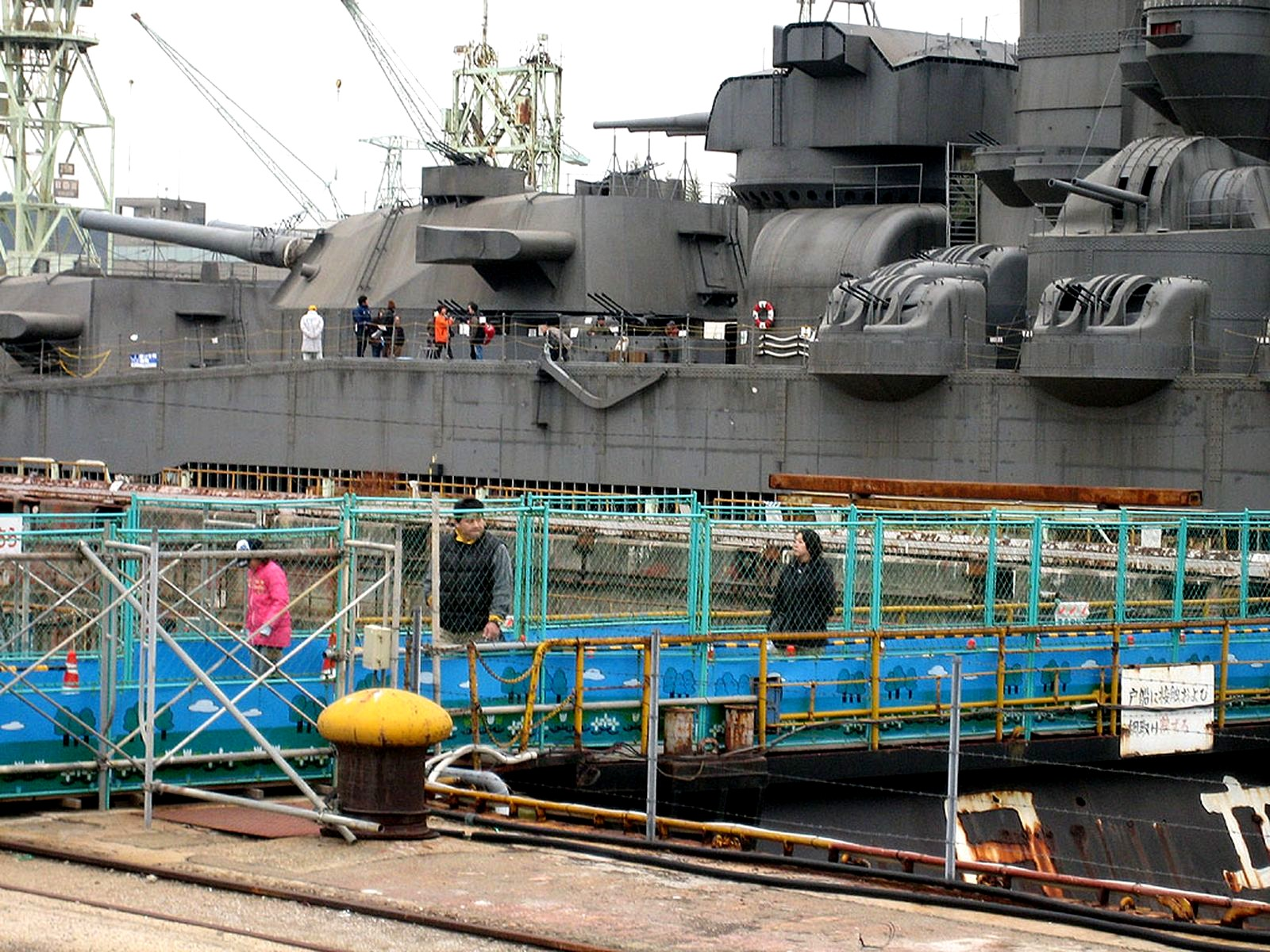
2番主砲と副砲を後方より。

## 関連書籍
原作
辺見じゅん『決定版 男たちの大和』上、下（角川春樹事務所〈ハルキ文庫〉、2004年） 第3回新田次郎文学賞受賞
上 ISBN 4-7584-3124-8、下 ISBN 4-7584-3125-6
ノベライズ
辺見じゅん『小説 男たちの大和』
（角川春樹事務所、2005年） ISBN 4-7584-1058-5
（角川春樹事務所〈ハルキ文庫〉、2006年） ISBN 4-7584-3248-1
その他
辺見じゅん『女たちの大和』（角川春樹事務所〈ハルキ文庫〉、2005年） ISBN 4-7584-3196-5
佐藤純彌、聞き手：野村正昭 + 増當竜也『映画監督 佐藤純彌 映画 (シネマ) よ憤怒の河を渉れ』（DU BOOKS、2018年11月23日）ISBN 978-4866470764